# Expo 2008
De Expo 2008 was een internationale tentoonstelling en Wereldtentoonstelling van 14 juni tot 14 september 2008 in het Spaanse Zaragoza. "Water en duurzame ontwikkeling" was het thema. Het evenement werd gecoördineerd door het Bureau International des Expositions (BIE) en vond plaats in een meander van de Ebro.
Zaragoza, de hoofdstad van de autonome regio Aragón en de op vier na grootste stad van Spanje, met circa 660.000 inwoners, werd op 16 december 2004 door het BIE tot gaststad van Expo 2008 verkozen. Hij liet hiermee de andere kandidaten Thessaloniki (Griekenland) en Triëst (Italië) achter zich.
Enkele van de meest karakteristieke gebouwen op het evenement waren de Watertoren van Enrique de Teresa, het Brug Paviljoen van Zaha Hadid en het aquarium met rivieren. De expositie kende ook een aantal voorstellingen, waaronder een dagelijkse parade door het Cirque du Soleil, getiteld "Het ontwaken van de slang (The Awakening of the Serpent)".
Naast landen namen ook niet-gouvernementele organisaties en particuliere bedrijven deel aan Expo 2008. In juni 2008 brachten prins Willem Alexander en prinses Máxima een bezoek aan de Expo. Op 3 juli bezocht prins Filip de Expo.
De paviljoenen waren geopend van 10.00-22.00 uur, zeven op zeven. De "Expo Nacht" vond plaats van 22.00-03.00 uur. Tijdens de 93 dagen durende openstelling werden 's avonds meer dan 3400 optredens georganiseerd. De Expo-autoriteiten verwachtten ca. 6,5 miljoen bezoekers, waarvan 85% uit Spanje.

## Brugpaviljoen (Bridge Paviljoen)
Het Brugpaviljoen, ontworpen door Zaha Hadid, is een van de meest karakteristieke gebouwen van de Expo. Het is bestaat uit twee niveaus in de vorm van een gladiola die kan openen en sluiten bij de buurt van La Almozara en de Expo met een centraal eiland in de rivier de Ebro.
Het Bridge Paviljoen herbergt de tentoonstelling Water - een schaarse hulpbron. Deze tentoonstelling laat zien dat water een universeel mensenrecht is. Zij verschaft informatie over water als unieke bron en over waterbeheerprocedures met het doel participatie van de burgers aan te moedigen.

## Watertoren
Een ander karakteristiek gebouw van de Expo is de 76 meter hoge watertoren ontworpen door Enrique de Teresa. De bovenste verdieping met een oppervlakte van 720m², biedt een panoramisch uitzicht over Zaragoza. Binnen in de toren prijkt een 23 meter hoge sculptuur genaamd Splash "de komst van het leven op onze planeet". Ze werd ontworpen met dynamische simulatiesystemen door Pere Gifre van IKONIC ART.
De Watertoren toont de tentoonstelling Water voor het leven, waar audiovisuele media en verlichting een belangrijke rol spelen.

## Aquarium
Dit thematisch paviljoen is met 60 tanks en terraria het grootste zoetwater-aquarium in Europa met 300 diersoorten uit verschillende rivieren in de wereld. Enkele rivieren zijn vertegenwoordigd zoals:
- Nijl: Bevat soorten van de grote meren in Afrika, o.a. krokodillen en een tentoonstelling over de Middellandse Zee en de Rode Zee.
- Mekong: In deze rivier treft men soorten van de Himalaya, de Stille Oceaan en koraalriffen.
- Amazone: Is verdeeld in drie verschillende gebieden. Het eerste is de Amazone jungle met haar kokospalmen en mangroves. Het tweede gebied behandelt het Amazone-woud, terwijl de derde zone het mangrovemoeras laat zien met een tentoonstelling over de Atlantische Oceaan
- Murray-Darling rivier: Deze tentoonstelling begint in de overstroomde gebieden en gaat door woestijngebieden. Ze eindigt met een videotentoonstelling over vogels.
- Ebro: Ook vertegenwoordigd in twee gebieden. Het eerste gebied is een berggrot en het tweede is de loop van de rivier. Er is ook een tentoonstelling over de Middellandse Zee.
- "World River": vertegenwoordigt het verleden, toen "alle continenten waren verenigd als een eiland omgeven door oceaan".

## Thematische pleinen
Er zijn diverse thematische pleinen zoals:

### Dorst
Met verschillende spiegels is het thematisch plein een optische illusie. Dorst is er de behoefte aan water, zonder negatieve betekenis. Het plein met een diameter van 36,7 meter combineert audiovisuele projecties en combinaties van licht en geluid.

### Steden van water
Dit plein is niet ommuurd, zodat de inhoud van buitenaf zichtbaar is. Water is een van de "stedelijke middelen" en een "natuurlijke element" in het proces van verbetering van de levenskwaliteit in de steden.

### Extreem water
Het symboliseert het moment waarop een golf breekt op het strand. Dit plein is verdeeld in twee delen. Het eerste deel heeft 150 zitplaatsen, waar sommige mobiele audiovisuals worden geprojecteerd. Het tweede deel is een ideeëngebied met interactieve platforms, afbeeldingen en teksten over water en de risico's ervan.

### OIKOS, water en energie
Deze tentoonstelling behandelt energie uit water.

### Gedeeld water
Bij dit thema laat men de bezoekers zien wat de politieke verdeeldheid van invloed op het beheer van water en het belang van deze gemeenschappelijke bron kan zijn.

### Aquatic inspiraties
Dit plein toont de show El hombre, gecreëerd door de Argentijnse Pichón Baldinu.

## Deelnemers
Meer dan honderd landen, plus tientallen bedrijven en NGO's nemen deel aan Expo 2008. De lijst geeft de 104 landen, gerangschikt in alfabetische volgorde:
| Deelnemers                     | Deelnemers  | Deelnemers                   | Deelnemers             |
| ------------------------------ | ----------- | ---------------------------- | ---------------------- |
| Algerije                       | Andorra     | Angola                       | Antigua en Barbuda     |
| Argentinië                     | Bahama's    | Barbados                     | België                 |
| Belize                         | Bolivia     | Brazilië                     | Bulgarije              |
| China                          | Colombia    | Costa Rica                   | Cuba                   |
| Cyprus                         | Denemarken  | Dominica                     | Dominicaanse Republiek |
| Duitsland                      | Ecuador     | Egypte                       | El Salvador            |
| Equatoriaal-Guinea             | Ethiopië    | Macedonië                    | Frankrijk              |
| Griekenland                    | Grenada     | Guatemala                    | Guyana                 |
| Honduras                       | Haïti       | Hongarije                    | India                  |
| Indonesië                      | Italië      | Jamaica                      | Japan                  |
| Jemen                          | Jordanië    | Kaapverdië                   | Kameroen               |
| Kazachstan                     | Kenia       | Koeweit                      | Kroatië                |
| Libië                          | Litouwen    | Maleisië                     | Mali                   |
| Malta                          | Marokko     | Mauritanië                   | Mexico                 |
| Monaco                         | Mongolië    | Mozambique                   | Namibië                |
| Nederland                      | Nepal       | Nicaragua                    | Niger                  |
| Nigeria                        | Oeganda     | Oman                         | Oost-Timor             |
| Oostenrijk                     | Pakistan    | Panama                       | Paraguay               |
| Peru                           | Filipijnen  | Polen                        | Portugal               |
| Qatar                          | Roemenië    | Rusland                      | Saint Kitts en Nevis   |
| Saint Vincent en de Grenadines | Saint Lucia | Salomonseilanden             | Saoedi-Arabië          |
| Senegal                        | Slowakije   | Soedan                       | Spanje                 |
| Suriname                       | Tanzania    | Thailand                     | Trinidad en Tobago     |
| Tunesië                        | Turkije     | Uruguay                      | Vanuatu                |
| Vaticaanstad                   | Venezuela   | Verenigde Arabische Emiraten | Vietnam                |
| Zuid-Afrika                    | Zuid-Korea  | Zweden                       | Zwitserland            |

De 17 autonome gemeenschappen van Spanje en twee autonome steden Ceuta en Melilla nemen ook deel, alsook de Verenigde Naties en de Europese Unie.

## Paviljoenen
De paviljoenen voor de officiële deelnemers zijn verdeeld in acht grote gebouwen en vijf verschillende ecogeografische gebieden zoals:
- Eilanden en kusten
- Oasen
- IJs en sneeuw
- Gematigde bossen
- Tropische regenwouden
- Bergen
- Graslanden, savannes en steppen
- Rivieren

De gezamenlijke paviljoenen die overeenkomen met de ecogeografische gebieden van graslanden, steppen en savannes, tropische regenwouden en eilanden en kusten, werden gebouwd door de landen van Afrika bezuiden de Sahara, Latijns-Amerika en de Caribische Gemeenschap (Caricom). De totale oppervlakte van de deelnemende landenpaviljoenen is 61667 m².
Spanje en de regio Aragón, hebben hun eigen aparte paviljoenen. Het Spaanse paviljoen is ontworpen door Patxi Mangado. Het Aragon Paviljoen, dat lijkt op de lokale basketweaving, is ontworpen door Daniel Olano.

### Citizen paviljoen
Dit paviljoen heeft de vorm van een baken, "een symbool van hoop voor de toekomst van het water in onze wereld". Het toont de vitaliteit van de gewone mensen en niet van de gouvernementele organisaties.

## Shows
Op de expo worden diverse grote shows georganiseerd zoals:

### IJsberg
Deze show was gericht op het artistieke deel van de openingsceremonie. De Spaanse regisseur Calixto Bieito en de scenograaf Alfons Flores stonden in voor het ontwerp, Jose Luis Romeo voor de muziek. De show is ontworpen door de Catalaanse bedrijf FOCUS.

### El hombre vertiente
Deze show van de Argentijn Pichón Baldinu, was het artistieke gedeelte van de openingsceremonie op 13 juni 2008. Hij wordt zes keer per dag opgevoerd.

### Het ontwaken van de slang
"Het ontwaken van de slang" van creatieve directeur Jean François Brouchard en artistiek directeur Julien Gabriel, is een dagelijkse parade met water als belangrijkste thema. Het Canadese Cirque du Soleil neemt eraan deel met acrobaten, acteurs, gymnasten, zangers en muzikanten.

### Bob Dylan en Amerikaanse Kunstenaars
Expo 2008 wordt geopend met een concert van Bob Dylan - de Kunstenaar van Expo 2008.
Andere Amerikaanse artiesten zijn Patti Smith, Robert Cray, KEB Mo, Ruben Blades, Diana Krall, De zwerfkatten, Los Lobos en Gloria Estefan. Ook is er een optreden van Philip Glass.

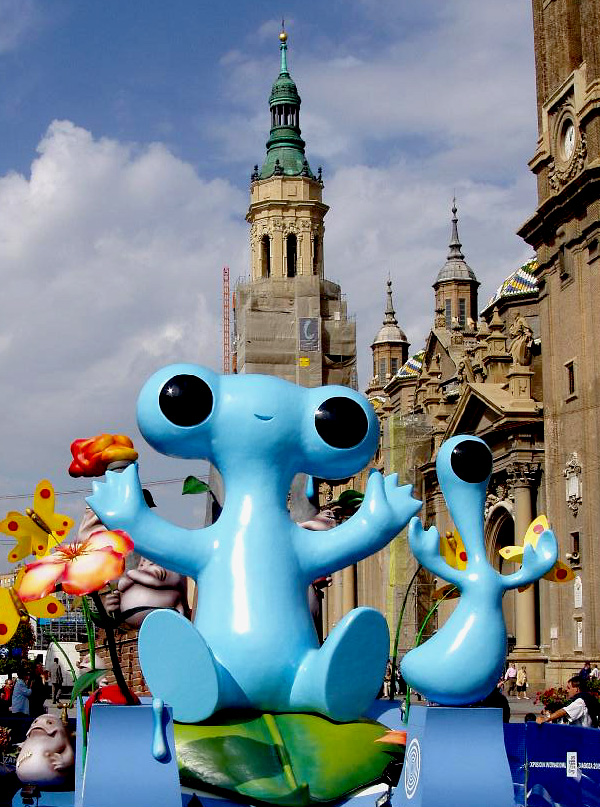
Mascotte Expo 2008, Fluvi

## Mascotte
De mascotte van Expo 2008 is Fluvi, een klein mannetje in de vorm van een waterdruppel.
Met zijn beste vriend Ica, de kleinste waterdruppel, en Nico en Laurita, zal hij strijd leveren tegen de verontreiniging door Sec en Raspa en de boosaardige Negas.

## Na de Expo
De expositie en haar faciliteiten eindigen in september 2008 als een nieuwe uitbreiding van de stad. Sommige van de gebouwen worden verhuurd of overgedragen aan verscheidene instellingen. Op deze manier kan het Aragon Paviljoen worden omgezet in het hoofdkantoor van een regionaal ministerie. De historische gebouwen van de Expo, de watertoren en het Brug Paviljoen, worden waarschijnlijk opgekocht door lokale financiële instellingen.
De internationale paviljoenen worden gerenoveerd en verbouwd tot kantoren, zodat de site een van de belangrijkste zakenwijken van Zaragoza wordt. Verder zullen winkels en restaurants ingepland worden en een wetenschapspark voor bedrijven.